# 佐々木亜依

佐々木 亜依（ささき あい）は、日本の女性活動家。アジアにおけるSDGs達成を目指し、特に女性と子供達のエンパワーメントに力を入れて活動している。
一般社団法人アジア女性リーダーズフォーラム代表理事。ラウル株式会社エグゼクティブアドバイザー、ESGファンドであるEIF Impact Fundのアドバイザー、ヒマラヤダージリンインターナショナルスクールのアドバイザー、インナーハピネス財団のジャパンプレジデントも務める。

## 人物
同志社女子大学英語英文学科を卒業。東京大学のエグゼクティブマネジメントプログラム修了。 シンガポール国立大学リー・クアンユー公共政策学院のアジア地政学プログラム修了。
アジアの第一線で活躍する産学官民の女性リーダーが、国境・世代・業種を超えてSGDs達成のために協創できるプラットフォームとして、一般社団法人アジア女性リーダーズフォーラム（AWLF）を2020年5月に創設。
ロールモデルとなる女性リーダーの生き様や多様なキャリアパスを共有し、女性へのエンパワーメントを促進。次世代の女性リーダー育成を目指している。
国境、業界、世代を超えてリーダーの縁を繋ぎ、対話と連携を通じて個と社会の良循環を生み出す民間外交による美しいアジアの国づくりをMissionとして活動。
アジア地域を巡りながら、ジェンダー平等、環境、教育、医療、経済、文化の協創プロジェクト・会議・フォーラムを促進。リーダーを繋ぎ、対話を通して相互理解と絆を深め、個と社会の良循環形成を促進する平和活動を続けている。

## イベントの開催
- Asian Women Leaders Forum 1st 日本交友会主催（2022年10月20日）[4]
- AWLFアジア女性リーダーズ国際プレサミット2024 国連カンファレンスセンター, Thailand主催（2024年5月15日）[5]
  - テーマ：アジア女性のエンパワーメント、SDGs、アジア諸国の団結と前進